# Алезія
47°32′21″ пн. ш. 4°30′02″ сх. д. / 47.539166666667° пн. ш. 4.5005555555556° сх. д.
Алезія (лат. Alesia) — столиця мандубіїв, одного з галльських племен, союзників едуїв. 
Кельтський опідум завойований Юлієм Цезарем під час Галльських воєн і згодом став галло-римським містом. 
Сучасне розуміння її розташування довгий час було суперечливим; однак тепер вважається, що вона була розташований на Мон-Оксуа, поблизу Аліз-Сент-Рен у Бургундії, Франція.

## Історія

### Битва при Алезії
Алезія відома тим, що тут відбулася вирішальна битва при Алезії в 52 р. до н. е., яка ознаменувала поразку галлів під проводом Верцингеторикса від римлян під керівництвом Юлія Цезаря. 
Цезар детально описав битву в своїх Commentarii de Bello Gallico (книга VII, 69–90). 
Результат битви визначив долю всієї Галлії: вигравши битву, римляни виграли як галльські війни, так і панування над Галлією.
Величезні заходи, вжиті під час битви, були вражаючими: лише за шість тижнів війська Цезаря побудували кільце укріплень завдовжки 15 км (Циркумвалаційна лінія) навколо Алезії та додаткове кільце завдовжки 21 км (контраваллційна лінія) навколо міста, щоб зупинити підхід підкріплення (близько 250 000 осіб, за словами Цезаря).

### Римська доба
Після завоювання Цезарем Алезія стала галло-римським містом, з монументальними будівлями, такими як храми, форум та театр. 
:32

## Розташування
Тривалий час після залишення римського міста місцезнаходження Алезії і, отже, місце важливої битви було невідомим і предметом спекуляцій. 
У XIX столітті імператор Наполеон III зацікавився місцем цієї вирішальної битви дофранцузької історії. 
Він писав біографію Цезаря і сприймав командування Верцингеторикса над усіма галльськими військами як символ французької нації. 
Водночас він усвідомлював, що на майбутню французьку націю сильно вплинула римська перемога та багатовікове панування над Галлією.
У 1838 році біля Аліз-Сент-Рен у департаменті Кот-д'Ор поблизу Діжона було виявлено напис IN ALISIIA. Наполеон III наказав Єже Стоффелю провести археологічні розкопки на Мон-Оксуа. 
Ці розкопки в 1861-1865 рр. були зосереджені на величезних римських облогових лініях і показали, що історична Алезія справді була розташована там. 
:32–33
Опідум знаходився на плато площею близько 97 га, приблизно 200 м над дном долини, оточений крутими скелями з усіх боків, крім східного та західного краю. 
:32
та був захищений муром (murus gallicus), що оточував територію до 140 га, з щонайменше двома брамами, і в 52 р. до н.е. вояків під командуванням Верцингеторикса. 

Пізніший археологічний аналіз в Аліз-Сент-Рен детально підтвердив описану облогу. Залишки облогових кілець, відповідають описам Цезаря, були ідентифіковані археологами за допомогою аерофотозйомки (Рене Гогі. 
Франко-німецькі розкопки під керівництвом Мішеля Редде і Зігмара фон Шнурбайна в 1991–1997 рр. підтвердили ці висновки та фактично припинили довгі дебати серед археологів про місцезнаходження Алезії. 
:32

### Альтернативні теорії місцезнаходження Алезії
Були й інші теорії щодо місцезнаходження Алезії, які стверджували, що вона була у Франш-Конте або поблизу Сален-ле-Бен у Журі. 
У 1960-х роках французький археолог Андре Бертьє припустив, що Алезія знаходиться в Шо-де-Кротене у Франш-Конте, у передгір'ях гір Юра — місці, яке краще відповідає описам у Commentarii de Bello Gallico

— і справді, на цьому місці були знайдені римські укріплення. 
Загалом близько 40 міст та інших місць заявили, що вони є місцем Алезії. 

## Сьогодення

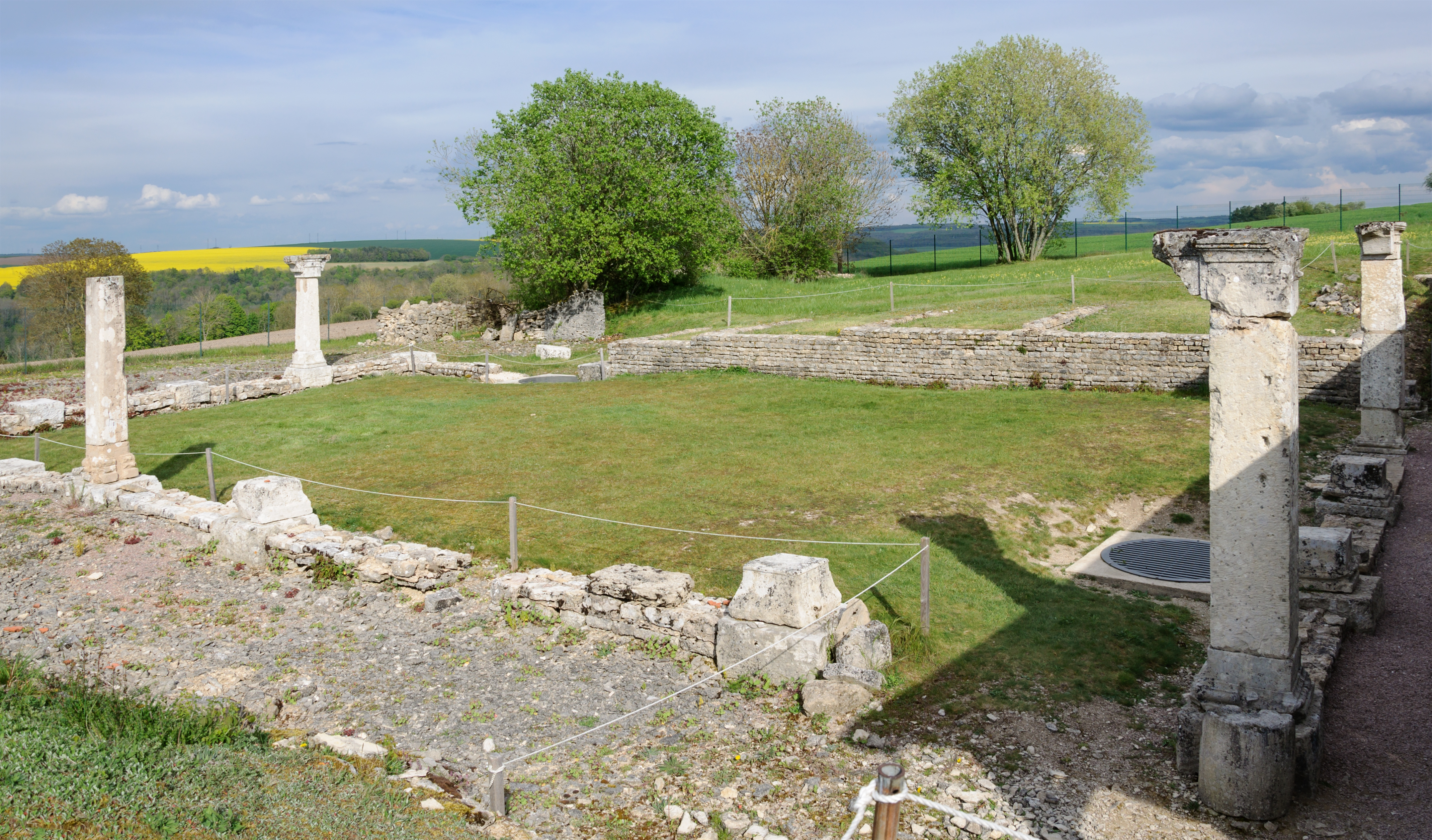
Археологічна пам'ятка, Алезія.

На початок XXI сторіччя руїни розташовані у MuséoParc Alésia. 
Відвідувачі можуть побачити фундамент галльського оппідуму та деякі залишки валу. 
Більшість руїн датуються римським періодом міста. 
:32–33
Великий мідний пам'ятник Верцингеториксу, створено в 1865 році Еме Мілле, стоїть на західному краю плато. 

Невизначеність навколо місцезнаходження Алесії з гумором пародіюється в коміксі про Астерікса «Астерікс і щит вождя», в якому, у цьому випадку через галльську гордість, персонажі неодноразово й рішуче заперечують, що вони знають його місцезнаходження: «Я не знаю, де Алезія! Ніхто не знає, де Алезія!».